# Língua hopi
A língua hopi (Hopilàvayi [hoˈpilâβaji]) é uma língua uto-asteca falada no nordeste do Arizona, pelo povo indígena hopi, do nordeste do Arizona. É um ramo separado da família uto-asteca, não possuindo outras línguas mais próximas. De acordo com dados de 2013, existem atualmente, pouco mais de 6000 falantes de hopi, a UNESCO classifica a língua hopi como vulnerável no Atlas Mundial de Línguas Ameaçadas. Organizações como o Hopi Cultural Preservation Office têm se dedicado a preservar a cultura e a língua do povo hopi.

## Etimologia

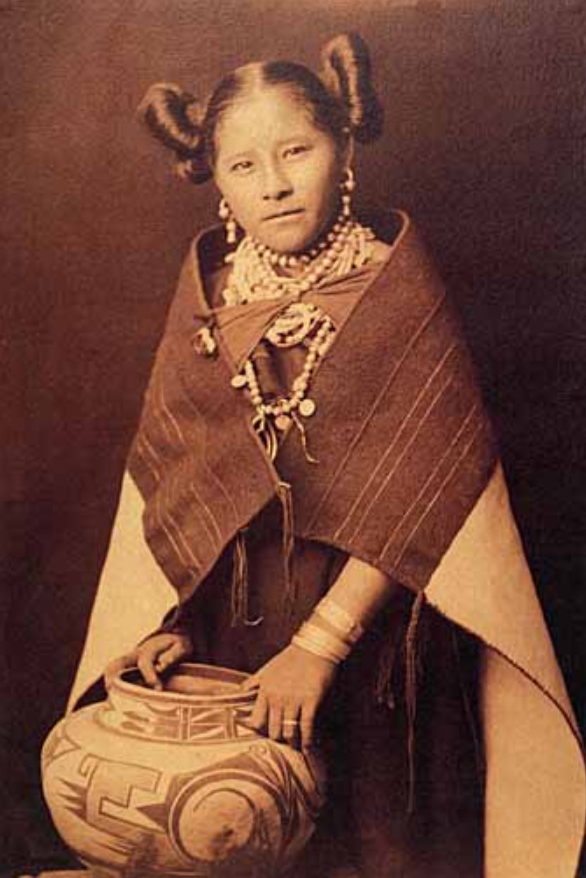
Mulher hopi com vaso e roupas tradicionais.

Hopi é a versão reduzida de Hopi’sinom que em hopi significa "civilizado, o povo que vive da maneira correta." 

## Distribuição

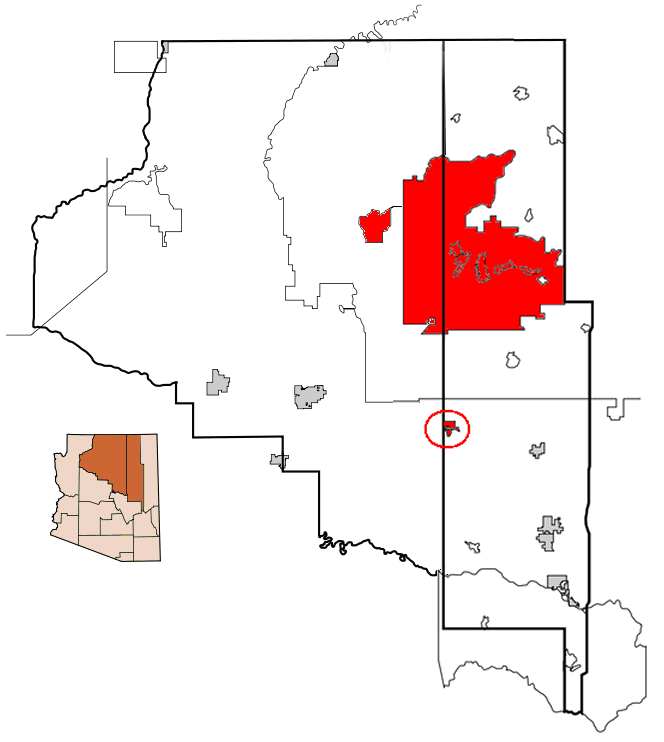
Localização da Reserva Hopi nos condados de Coconino e Navajo

O povo hopi ocupa a região dos Quatro Cantos a mais de 2000 anos, hoje vivem na Reserva Hopi, uma pequena porção do seu antigo território.

### Dialetos
Existem ao menos quatro dialetos da língua hopi, todos são mutualmente inteligíveis, e são divididos em:
- First Mesa de Walpi (Wàlpi) e Sichomovi (Sitsom’ovi);
- Second Mesa de Mishongnovi (Musangnuvi);
- Second Mesa de Shipaulovi (Supawlavi) e Shungopavi (Songòopavi);
- Third Mesa: Oraibi (Orayvi: "Velha Oraibi"), Kykotsmovi (Kiqötsmovi: "Nova Oraibi"), Hotevilla (Hotvela), Bacavi (Paaqavi), e Moencopi (Mùnqapi).

## Fonologia

### Vogais
A língua hopi possui seis vogais fonêmicas, sendo elas: /i/, /œ/, /ɛ/, /a/, /o/ e /ɯ/, além de /ɨ/, que é um alofone de /ɯ/ em alguns dialetos. Todas as seis vogais também possuem suas contrapartes longas, representadas na escrita pela duplicação da vogal.
|             |                 | Anterior | Central  | Posterior |
| ----------- | --------------- | -------- | -------- | --------- |
| Fechada     | Fechada         | i iː     | (ɨ) (ɨː) | ɯ ɯː      |
| Semifechada | Semifechada     |          |          | o oː      |
| Semiaberta  | Arredondada     | œ œː     |          |           |
| Semiaberta  | Não arredondada | ɛ ɛː     |          |           |
| Aberta      | Aberta          | a aː     |          |           |

### Ditongos
Todas vogais formam ditongos com as semivogais /j/ e /w/.
| Ponto inicial | Ponto inicial   | Ponto final | Ponto final |
| Ponto inicial | Ponto inicial   | Anterior    | Posterior   |
| ------------- | --------------- | ----------- | ----------- |
| Fechada       | Não arredondada | ij ɯj       | iw          |
| Fechada       | Arredondada     |             | uw          |
| Média         | Não arredondada | ɛj          | (ew) ɛw     |
| Média         | Arredondada     | œj oj       | œw ow       |
| Aberta        | Não arredondada | aj          | aw          |

### Consoantes
As consoantes hopi se destacam por poussuírem poucos pares vozeado-desvozeado, abaixo estão todos os fonemas consonantais da língua:
|             | Bilabial | Alveolar | Retroflexa | Palatal | Labiovelar | Velar       | Velar        | Velar   | Uvular      | Uvular | Glotal |
| Simples     | Bilabial | Alveolar | Retroflexa | Palatal | Labiovelar | Labializada | Palatalizada | Simples | Labializada |        | Glotal |
| ----------- | -------- | -------- | ---------- | ------- | ---------- | ----------- | ------------ | ------- | ----------- | ------ | ------ |
| Plosiva     | p        | t        |            |         |            | k           | kʷ           | kʲ      | q           | qʷ     | ʔ      |
| Africada    |          | t͡s       |            |         |            |             |              |         |             |        |        |
| Nasal       | m        | n        |            |         |            | ŋ           | ŋʷ           | ŋʲ      |             |        |        |
| Fricativa   | (ɸ) β    | s        | ʂ ʐ        |         |            |             |              |         |             |        | h      |
| Aproximante |          |          |            | j       | w          |             |              |         |             |        |        |
| Lateral     |          | l        |            |         |            |             |              |         |             |        |        |

A consoante /ʐ/ ocorre somente antes de uma vogal, enquanto /ʂ/ ocorre no final de uma sílaba, no hopi de Second Mesa
de Shipaulovi e Shungopavi é substituido por /s/. /β/ ocorre antes de uma vogal, já /ɸ/ é exclusivo dos dialetos de Second Mesa e ocorre no final de sílabas, em outros dialetos o ⟨v⟩ final é substituído por ⟨p⟩.

### Alterações Fonológicas

#### Vogais
Uma vogal longa na primeira sílaba se torna curta quando movida pra segunda sílaba:
i- "meu" + tsoongo "cachimbo" 🡒 itsongo "meu cachimbo"
Geralmente, vogais longas, exceto vogais com acento grave, na primeira sílaba se tornam curtas quando formam palavras compostas:
siiva "metal" + qöpqö "lareira" 🡒 sivaqöpqö "fogão"
muuyaw "lua" + taala "luz" 🡒 muytala "luar"
so’- "avó" + wùuti "mulher" 🡒 so’wùuti "idosa"

#### Consoantes
A ocorrência das consoantes velares é restrita em relação a vogal da sílaba. Células cinza representam combinações que não são possíveis:
|      | -a                | -e                     | -i                     | -o              | -ö                 | -u              |
| k-   | kawayo "cavalo"   |                        | kiihu "casa"           | koho "lenha"    |                    | kuuta "espinho" |
| kw-  | kwaayo "falcão"   | kweewa "cinto"         | kwila "dê um passo"    |                 |                    | kwukwsu "pegar" |
| ky-  | kyaaro "papagaio" | kyeevela "teto"        |                        |                 |                    |                 |
| q-   | qaa’ö "milho"     | qeni "espaço"          |                        |                 | qööha "fazer fogo" |                 |
| ng-  | ngaaha "desatar"  | ngemna "convidar"      | ngiha "assoar o nariz" | pongo "círculo" | ngöla "argola"     | ngu’a "agarrar" |
| ngw- | hangwa "cavar"    | hangwe’ "cavando"      | mongwi "líder"         |                 |                    | angwusi "corvo" |
| ngy- | ngyam "clã"       | Ngyee’na "uma kachina" |                        |                 |                    |                 |

#### Metátese
Ao adicionar um intensificador a palavra sofre metátese
sú- "(intensificador)" + lángakna "puxar" 🡒 sunglakna "puxar rapidamente"

## Ortografia

### Alfabeto
O alfabeto hopi (Hopilavayvenpi) é uma variante do alfabeto latino. Possui 21 letras distintas, sendo 6 vogais e 14 consoantes, e três acentos: agudo, grave, e circunflexo.
| Grafema | Fonema  | Aproximação com o português         |
| ------- | ------- | ----------------------------------- |
| ’       | /ʔ/     | equivalente ao hífen em "uh-oh"     |
| Aa      | /a/     | casa                                |
| Ee      | /ɛ/     | pé                                  |
| Gg      |         |                                     |
| Hh      | /h/     | Honda                               |
| Ii      | /i/     | vida                                |
| Kk      | /k/     | comer                               |
| Ll      | /l/     | lata                                |
| Mm      | /m/     | medo                                |
| Nn      | /n/     | nada                                |
| Oo      | /o/     | poço                                |
| Öö      | /œ/     | Hölle (em alemão)                   |
| Pp      | /p/     | pato                                |
| Qq      | /q/     | qiṭṭ (em árabe)                     |
| Rr      | /ʂ/ /ʐ/ | shí (em mandarim) żona (em polonês) |
| Ss      | /s/     | seu                                 |
| Tt      | /t/     | tato                                |
| Uu      | /ɯ/     | "u" com os lábios não arredondados  |
| Vv      | /β/     | semelhante ao "b", "v" espanhol     |
| Ww      | /w/     | qual                                |
| Yy      | /j/     | iodo                                |

#### Dígrafos e Trígrafos
Alguns fonemas não são representados por letras individuais, para isso são utilizados 10 dígrafos e 2 trígrafos:
| Grafema | Fonema | Aproximação com o português           |
| ------- | ------ | ------------------------------------- |
| Aa      | /aː/   | casa                                  |
| Ee      | /ɛː/   | pé                                    |
| Ii      | /iː/   | vida                                  |
| Kw      | /kʷ/   | quatro                                |
| Ky      | /kʲ/   | semlhante a /k/ seguido de /j/        |
| Ng      | /ŋ/    | sing (em inglês)                      |
| Ngw     | /ŋʷ/   | /ŋ/ e /w/ pronunciados ao mesmo tempo |
| Ngy     | /ŋʲ/   | semelhante ao "nh" em farinha         |
| Oo      | /oː/   | poço                                  |
| Öö      | /œː/   | Hölle (em alemão)                     |
| Qw      | /qʷ/   | /q/ com os lábios arredondados        |
| Ts      | /t͡s/   | semelhante ao "zz" em pizza           |

⟨Kw⟩, ⟨ky⟩, ⟨ngw⟩, ⟨ngy⟩, ⟨qw⟩ e ⟨ts⟩ quando estão em sílabas diferentes, representam respectivamente: /kw/, /kj/, /ŋw/, /ŋj/, /qw/ e /ts/. O encontro consonantal ⟨’y⟩ representa o som /ʔi̯/, uma pausa glotal seguida de um breve /i/.

#### Acentos
O acento agudo (´) é utilizado para marcar a sílaba tônica em palavras que fogem do padrão:
| Hópìituy |  | "Hopis (caso acusativo)" |
| ayó’     |  | "por aqui"               |
| mansáala |  | "maçã"                   |
O acento grave (`) representa pronunciações diferentes em diversos dialetos. No dialeto de Third Mesa o acento representa o tom descendente. Para os dialetos de First Mesa e Second Mesa de Mishongnovi as sílabas terminam em aspiração /ʰ/. Para o dialeto de Second Mesa de Shipaulovi e Shungopavi, não há diferença na pronunciação, e normalmente o acento é omitido ao escrever. 
Ocorre em sílabas contendo uma vogal longa:
| pòoko  |  | "cachorro" |
| tsö̀öqö |  | "insistir" |
Sílabas contendo uma consoante vozeada, nasal, ou semivogal após a vogal:
| kòltsi  |  | "estante"    |
| hìnti   |  | "fazer algo" |
| manàwya |  | "garotinha"  |
O acento circunflexo (^) é utilizado quando os acentos agudos e grave ocorrem na mesma sílaba, sendo uma combinação dos dois.
| mansâltsoki |  | "macieira"                |
| qöqö̂öqw     |  | "manter o fogo queimando" |

## Gramática

### Sintaxe
A frases na língua hopi se formam seguindo a ordem básica SOV (sujeito-objeto-verbo). A língua hopi não possui qualquer tipo de artigo.
Nu’ kawayvatngat tuumoyta.

Eu melancia estar comendo.
Eu estou comendo melancia.
O sujeito pode ser precedido por uma interjeição, advérbio ou partícula, ou a partícula de interrogação ya.
- Utuya, pam hin'ur muki (Cuidado, isso está muito quente)
- Ya um kaphetni (Você vai tomar um café?)

#### Anáfora zero
A língua hopi é uma língua pro-drop. Quando não há menção do sujeito de uma frase, normalmente ele é entendido como sendo da terceira pessoa, singular ou dual, se acompanhado de um verbo no singluar, ou plural, se o verbo estiver no plural.
- A’ni töna’yta.

[Ele] tem um som alto
- Naami itsivu’iwta.

[Eles dois] estão com raiva um do outro.
- Yu’a’atota.

[Eles] estão falando.
Ás vezes outra pessoa também pode ser subentendida:
- Itönay akw nawawata.

[Eu] continuo reclamando sobre minha garganta (doendo).

#### Partículas
De forma semelhante ao japonês, o uso partículas é essencial na formação de frases. Abaixo estão sete das principais partículas e seus significados:
qa - não (equivalente ao not em inglês)

kye - provavelmente

’as - não aconteceu de verdade; não mais

yaw - ouvi falar; eles disseram

kur - evidentemente

pay - essa é a informação que eu acho que você quer

sen - me pergunto se

Exemplos:
Pam qa moosat tu’ito. - Ele não foi e comprou um gato.

Pam kye moosat tu’ito. - Ele provavelmente foi comprar um gato.

Pam ’as moosat tu’ito - Ele foi comprar um gato. (Mas não conseguiu)

Pam yaw moosat tu’ito. - Disseram que ele foi comprar um gato.

Pam kur moosat tu’ito - Evidentemente ele foi comprar um gato. 

Pam pay moosat tu’ito - Ele foi comprar um gato (Foi o que ele fez)

Sen pam moosat tu’ito - Me pergunto se ele foi comprar um gato
A forma pausal Qa'e da partícula qa siginifca não, enquanto Owí significa sim.

### Pronomes

#### Pessoais
Os pronomes pessoais sofrem inflexão de pessoa (primeira, segunda, terceira e indefinida), número (singular e dual/plural) e caso (nominativo e acusativo).
|            |        | Nominativo | Acusativo |
| ---------- | ------ | ---------- | --------- |
| 1ª pessoa  | S.     | nu’        | nuy       |
| 1ª pessoa  | D./Pl. | itam       | itamuy    |
| 2ª pessoa  | S.     | um         | ung       |
| 2ª pessoa  | D./Pl. | uma        | umuy      |
| 3ª pessoa  | S.     | pam        | put       |
| 3ª pessoa  | D./Pl. | puma       | pumuy     |
| Indefinida | S.     | hak        | hakiy     |
| Indefinida | D./Pl. | hakim      | hakimuy   |

#### Demonstrativos
A principal característica dos pronomes demonstrativos é serem distinguidos pela distância, podendo ser divididos em: Proximal, distal, remoto e indefinido.
|            |        | Demonstrativo | Acusativo |
| ---------- | ------ | ------------- | --------- |
| Proximal   | S.     | i’            | it        |
| Proximal   | D./Pl. | ima           | imuy      |
| Distal     | S.     | pam           | put       |
| Distal     | D./Pl. | puma          | pumuy     |
| Remoto     | S.     | mi’           | mit       |
| Remoto     | D./Pl. | mima          | mimuy     |
| Indefinido | S.     | himu          | hìita     |
| Indefinido | D./Pl. | hìitu         | hìituy    |

### Substantivos
Os substantivos sofrem inflexão de número (singular, dual e plural), posse, caso, e orientação espacial ou temporal (posposições).

#### Número
A forma dual é exclusiva para substantivos animados. Normalmente é formada ao adicionar um "-t". O plural não possui padrão único, cada palavra deve ser aprendida individualmente, porém, uma parte dos substantivos adicionam "-m" para formar o plural.
|        | Sg.    | D.      | Pl.     |
| pessoa | sino   | sinot   | sinom   |
| cavalo | kawayo | kawayot | kawayom |
| Navajo | Tasavu | Tasavut | Tasavum |

Alguns substantivos seguem o mesmo padrão pra forma dual, enquanto o plural é formado através de reduplicação.
| homem | taaqa | taaqat | tàataqt  |
| gato  | moosa | moosat | moomost  |
| nuvem | oomaw | oomawt | oo’omawt |

#### Casos
Os susbtantivos são distinguidos em dois casos, nominativo e acusativo. O caso nominativo se aplica a sujeitos e predicados. O caso acusativo se aplica a objetos de verbos, objetos de posposições e objetos de posse (genitivo)
A forma nominativa não sofre inflexão (exceto em adjetivos), a forma acusativa sempre é marcada (exceto em empréstimos terminados em consoantes)

#### Posse
Para representar a relação de posse, a língua hopi se utiliza de marcadores que são afixados nas palavras. Os marcadores da primeira e segunda pessoa são prefixos, enquanto os da terceira são sufixos.
| 1ª Pessoa | S.     | i-             |
| 1ª Pessoa | D./Pl. | itàa-, ita-    |
| 2ª Pessoa | S.     | ùu-, u- ou uu- |
| 2ª Pessoa | D./Pl. | umùu-, umu-    |
| 3ª Pessoa | S.     | -’at           |
| 3ª Pessoa | D./Pl. | -’am           |

Abaixo todas as formas possesivas da palavra sipmasmi "bracelete":
| isipmasmi    |  | meu bracelete      |
| itàasipmasmi |  | nosso bracelete    |
| ùusipmasmi   |  | teu bracelete      |
| umùusipmasmi |  | bracelete de vocês |
| sipmasmi’at  |  | bracelete dele     |
| sipmasmi’am  |  | bracelete deles    |

### Adjetivos
Os adjetivos hopi possuem duas formas, eles podem ser predicativos ou atributos do substantivo. A primeira forma é uma palavra separada, enquanto a segunda é prefixada ao substantivo.
- Moosa qöötsi. - O gato é branco.

qötsámosa. - O gato branco.
- ’iki wuutoq’a. - Minha casa é grande.

’iwúkoki- Minha casa grande.
O diminutivo "-hoya" funciona de forma semelhante ao "-inho(a)" do português. Por exemplo:
- qötsámomoshoyam - gatinhos brancos

### Verbos
Os verbos podem ser básicos ou derivados. Os verbos básicos têm a forma de duas sílabas abertas, a primeira com uma vogal longa ou curta, e a segunda com uma vogal curta:
peena - pintar, pintado
nöösa - comer, comido
qatu - sentar
Os verbos não sofrem inflexão por pessoa, mas formas diferentes são utilizadas para o singular e o dual/plural. A terminação plural regular é "-ya", porém os verbos também podem ser formados por reduplicação e supleção. Essas formas são utilizadas com sujeitos no plural.
peenaya - pintado (regular)
nöönösa - comido (reduplicação)
yeese - sentar (supleção)
Existem quatro formas principais que ocorrem na maioria dos verbos em hopi: resultado, duração, futuro (expectativa) e comando. Todas possuem uma terminação padrão, porém poucos verbos são totalmente regulares.
|           | Terminação Padrão | Terminação Padrão | Exemplo | Exemplo   |
| S.        | D./Pl.            | S.                | D./Pl.  |           |
| Resultado | -                 | -ya               | peena   | peenaya   |
| Duração   | -ta               | -yungwa           | penta   | pentota   |
| Futuro    | -ni               | -yani             | pentani | pentotani |
| Comando   | -’(vogal)         | -ya’a             | peena’a | peenya’a  |

#### Verbos Bitransitivos
Alguns verbos requerem dois objetos, como por exemplo:
- tuuvigta "perguntar"

Kur nu' ung hìita tuuvingta.
Deixe-me te perguntar algo.

## Numerais
Os numerais da língua hopi usam o sistema vigesimal como base principal. Entre 1 e 4 são diferenciados entre as formas cardinais e modificadoras. Alguns falantes também diferenciam as formas dos numerais entre 11 e 19. Para os numerais terminados em 1 até 4 as formas nominativas e acusativas também são diferenciadas.
| Nº | Hopi     | Hopi            | Hopi            | Nº   | Hopi                                                 | Hopi                                                 |
| Nº | Cardinal | ModificadorNOM. | ModificadorACU. | Nº   | Cardinal                                             | ModificadorNOM./ACU.                                 |
| -- | -------- | --------------- | --------------- | ---- | ---------------------------------------------------- | ---------------------------------------------------- |
| 0  | qa himu  | qa himu         | qa himu         | 15   | paaptsivot                                           | pawwt tsivot                                         |
| 1  | suukya’  | sukya           | suukw           | 16   | sùukop                                               | pakwt navay                                          |
| 2  | lööyö’   | lööyöm          | lööq(muy)       | 17   | rookop                                               | pakwt tsange’                                        |
| 3  | pàayo’   | pàayom          | pàykomuy        | 18   | payukop                                              | pakwt nanal                                          |
| 4  | naalöyö’ | naalöyöm        | naalöqmuy       | 19   | narukop                                              | pakwt pept ou suukw akw qa sunat                     |
| 5  | tsivot   | tsivot          | tsivot          | 20   | sunat                                                | sunat                                                |
| 6  | navay    | navay           | navay           | 30   | sunat pakwt                                          | sunat pakwt                                          |
| 7  | tsange’  | tsange’         | tsange’         | 40   | lööp sunat                                           | lööp sunat                                           |
| 8  | nanal    | nanal           | nanal           | 50   | lööp sunat pakwt                                     | lööp sunat pakwt                                     |
| 9  | pept     | pept            | pept            | 60   | pàyp sunat                                           | pàyp sunat                                           |
| 10 | pakwt    | pakwt           | pakwt           | 70   | pàyp sunat pakwt                                     | pàyp sunat pakwt                                     |
| 11 | pövö’ös  | pakwt suukya    | pakwt suukw     | 80   | naalöp sunat                                         | naalöp sunat                                         |
| 12 | öösa’    | pakwt lööyöm    | pawkt lööq      | 90   | naalöp sunat pakwt ou pakwt akw qa tsivotsikip sunat | naalöp sunat pakwt ou pakwt akw qa tsivotsikip sunat |
| 13 | pangaqap | pakwt pàayom    | pakwt pàykomuy  | 100  | tsivotsikip sunat                                    | tsivotsikip sunat                                    |
| 14 | pööqap   | pakwt naalöyöm  | pakwt naalöq    | 1000 | soomori                                              | soomori                                              |

O Third Mesa hopi utiliza formas únicas pros numerais de 11 a 19. Os demais dialetos seguem o padrão de formação básico para os numerais maiores que dez:
dezena + unidadeACU. + sìikya’ytaqa(m) "adicão"
pakwt pàykomuy sìikya’ytaqa(m)
"dez trêsACU. adicionado"
É possível também a formação das dezenas a partir de 20 utilizando o sistema decimal:
| Nº  | Hopi               |
| --- | ------------------ |
| 30  | pàyp pakwt         |
| 40  | naalöp pakwt       |
| 50  | tsivotsikip pakwt  |
| 60  | navaysikip pakwt   |
| 70  | tsange’sikip pakwt |
| 80  | nanalsikip pakwt   |
| 90  | peve’sikip pakwt   |
| 100 | pakotsikip pakwt   |

## Amostras de Texto
De Maasaw niqw Orayvit Naatsawinaya ("Como Maasaw e o Povo de Oraibi Morreram de Susto uma vez.")
| Hopi | Tradução |
| --- | --- |
| Aliksa’i. Yaw Orayve yeesiwa. Noq pu’ yaw Orayviy aqlap, Mastupatsve, yaw Maasaw piw kiy’ta. Pay yaw pam panis soy’ta. Pam yaw sutsep mihikqw pep Orayve sinmuy tokvaqw, pu’ Orayviy angqe pootangwu. Yan yaw pam pep Orayvituy tumalay'ta. | Aliksa’i. Pessoas que vivem em Oraibi. Não muito longe da vila, em Mastsupatsa, ficava a casa de Maasaw, onde ele vivia com sua avó. Toda noite quando os aldeões iam dormir, ele inspecionava a área ao redor de Oraibi. Dessa forma, ele protegia o povo de Oraibi. |